# Vrčin
Vrčin je arheološko nalazište sjeverno od Vodnjana, s ostatcima gradinskoga naselja iz XIII. do XI. st. pr. Kr., elipsoidna oblika (190m×200m) što ga čine prostrani plato i terasa.
Naselje je štitio dvostruki obrambeni pojas, ukupne vanjske dužine 650 m. Širina zidova bila je 4 do 5 m, a sačuvana je visina oko 2 metra. Posebnu zaštitu činili su okomito usađeni šiljati kameni blokovi u dužini od 200 m, širine oko 4m. Istraživanja su 1925–29. vodili Bruna Forlati Tamaro i Rafaello Battaglia. Istraženo je područje nekropole, dio unutrašnjeg i vanjskog zida bedema te dio središnjeg platoa i terasa. Pronađena je velika količina keramičkih ulomaka (dijelom se čuvaju u AMI-u) te osteološkog materijala, koji je omogućio prvu antropološku analizu arheol. ostataka u Istri. Nekropolu su činile skupine grobova s pokojnicima položenim u sjedeći položaj i bogatim grobnim prilozima (jantarne perle i nakit od brončane žice). Život je na Vrčinu dokumentiran već u neolitiku.